# Martin Lewis Perl
Martin Lewis Perl (24 tháng 6 năm 1927 – 30 tháng 9 năm 2014) sinh ra tại thành phố New York là nhà vật lý người Mỹ đã đoạt Giải Nobel Vật lý năm 1995 cho công trình phát hiện hạt tau.

## Cuộc đời và Sự nghiệp
Ông sinh tại New York, là con của một gia đình người Do Thái từ khu vực Ba Lan thuộc Nga nhập cư vào Hoa Kỳ khoảng năm 1900.
Perl học ngành Kỹ thuật hóa học ở "Học viện Bách Khoa Brooklyn" (nay là Đại học Bách khoa New York) tại Brooklyn, đậu bằng kỹ sư năm 1948; sau đó ông học tiếp ở Đại học Columbia và đậu bằng tiến sĩ vật lý năm 1955.
Ông làm việc ở Đại học Michigan, rồi ở Stanford Linear Accelerator Center (Trung tâm máy gia tốc theo đường thẳng ở Đại học Stanford, viết tắt là SLAC).
Vào giữa thập niên 1970, khi làm việc ở "Stanford Positron-Electron Asymetric Ring" (SPEAR), cộng tác với 30 nhà vật lý khác từ "Stanford Linear Accelerator Center" và "Phòng thí nghiệm quốc gia Lawrence Berkeley", Perl bắt đầu chú ý tới các sự kiện được máy dò ghi lại, mà không thể giải thích được là do bất kỳ hạt hạ nguyên tử nào đã được biết đến gây ra. Sau hơn một năm phân tích, Perl đã có thể thuyết phục các nhà nghiên cứu trong nhóm của mình là thực tế họ đã quan sát thấy một loại hạt cơ bản mới, mà ông đặt tên là tau.
Khi làm việc ở Đại học Michigan, Perl và Lawrence W. Jones cùng làm cố vấn cho Đinh Triệu Trung, người đoạt giải Nobel Vật lý năm 1976.
Sinh thời ông còn là thành viên Ban cố vấn của tổ chức Scientists and Engineers for America, một tổ chức tập chú vào việc xúc tiến khoa học lành mạnh trong chính phủ Hoa Kỳ.

## Giải thưởng và vinh dự
- Giải Wolf Vật lý năm 1982
- Viện sĩ Viện hàn lâm Khoa học quốc gia Hoa Kỳ từ năm 1981
- Giải Nobel Vật lý năm 1995 (chung với Frederick Reines)
- Tiến sĩ danh dự của Đại học Belgrade năm 2009.[1]